# سرسري
سرسري هي قرية في مقاطعة أصفهان، إيران. يقدر عدد سكانها بـ 15 نسمة بحسب إحصاء 2016.